# Camptotypus verticellus
Camptotypus verticellus là một loài tò vò trong họ Ichneumonidae.